# 1126
| 1126               |
| ------------------ |
| Dødsfald - Fødsler |
|                    |

| Gregoriansk kalender | 1126 MCXXVI             |
| Ab urbe condita      | 1879                    |
| Armensk kalender     | 575 ԹՎ ՇՀԵ              |
| Kinesiske kalender   | 3822 – 3823 乙巳 – 丙午 |
| Etiopisk kalender    | 1118 – 1119             |
| Jødisk kalender      | 4886 – 4887             |
| Hindukalendere       |                         |
| - Vikram Samvat      | 1181 – 1182             |
| - Shaka Samvat       | 1048 – 1049             |
| - Kali Yuga          | 4227 – 4228             |
| Iransk kalender      | 504 – 505               |
| Islamisk kalender    | 520 – 521               |

Konge i Danmark: Niels 1104-1134
Se også 1126 (tal)

## Begivenheder
- De første artesiske brønde bliver gravet i Artois (deraf navnet).
- Præmonstratenserordenen stadfæstes af pave Honorius 2.

## Født
- Averröes